# 종교학
종교학(宗敎學, 영어: religious studies, study of religion, religiology)은 종교와 관련된 분야를 연구하는 학문이다. 일반적으로종교 현상을 연구하고 종교 일반의 본질 그리고 신앙체제와 방법을 밝히는 것이 목적이다.

## 종교학의 종류

### 종교사학
종교사학은 19세기 말에 등장한 학문으로 고고학이나 언어학 등 인접 학문과의 교류로 이루어진다. 불교사 연구 등을 예로 들 수 있다.

### 종교철학
종교철학은 신의 존재와 특성, 종교적 언어, 기적, 기도, 선과 악, 과학이나 윤리학과 종교의 관계 등을 연구하는 철학이다.

### 종교현상학
종교현상학은 가치판단을 정지하고 공감적 이해를 통하여 종교현상의 본질을 파악하는 공시적이며 구조적 연구이다.

### 종교사회학
종교사회학은 종교의 사회적 측면에 주목한다. 에밀 뒤르켐이 이 분야의 선구자 중 한 명이다.

### 종교인류학
종교인류학은 인류학적 측면에서 종교가 충족시켜주는 인류의 기본적인 욕구를 탐구한다.

### 종교문화학
종교문화학은 종교의 문화적 측면을 연구하는 학문이다. 주요 관심사는 종교적 제의와 신앙, 종교 예술 등이다.

### 종교심리학
종교심리학은 심리학의 어떤 원칙이 종교 공동체나 종교행위에 어떻게 영향을 미치는지를 연구하는 학문이다. 종교심리학에서는 개종에 대한 심리학적 연구, 종교적 결정을 내리게 되는 심리 상태 등이 연구 대상이 되기도 한다.

### 비교종교학
비교종교학은 세계의 종교들의 주제, 신화, 의식, 그리고 개념들 간의 차이나 유사점을 분석하는 종교 연구의 한 분야이다.
국내의 대학들에도 비교 종교학 과정이 개설되어 있으며, 외국의 대학들에서도 종교 간의 비교 연구는 활발하게 이루어지고 있다.
비교 종교학 분야에서는, 세계의 종교들은 일반적으로 아랍권 종교, 인도 종교, 그리고 도(道) 종교로 나누고 있으며, 신화나 휴머니즘에 대한 연구도 하고 있다.

## 종교별 학문
각 종교마다 종교의 가르침을 연구하는 학문적 노력이 있다. 신의 존재를 믿고 신의 가르침을 연구하는 학문은 기독교 신학이나 이슬람 신학처럼 각 종교별 신학으로 간주되며, 불교와 같이 종교의 성격에 차이가 있는 경우 불교학이나 불교철학으로 부른다. 그러나 모든 인간의 연구는 하늘의 가르침 앞에서는 무용지물이다.

### 신학
신학은 기독교의 성경을 연구하는 학문으로 시작되었는데 일반적으로 종교적 초월자의 개념으로서 신을 연구하는 학문을 신학이라고 한다. 신학을 다루는 종교는 기독교, 이슬람교, 유대교, 힌두교, 조로아스터교, 시크교, 바하이교 등이 있다.

### 불교학
- 개요

종교로서의 불교를 그 신앙적 범주를 벗어나, 불교 경전 및 주석서를 문헌학적, 서지학적, 철학적, 심리학적, 사상학적, 역사학적, 문화사적등 다각적 또는 가 일층 객관적으로 분석해 불교의 참뜻을 학문적 및 학제적으로 해명 전개함을 불교학이라 한다.
한국의 불교학 역사는 대단히 오랜 전통을 가지고 있다. 멀리는 남북국 시대의 불교학 학승, 원효(617-686년), 의상(625-702년), 고려시대의 균여(923-973년)를 비롯해 수많은 불교학자를 배출해 한국 불교학의 기초를 다졌을 뿐만 아니라 동북 아시아 불교권에까지도 많은 영향을 미쳤음을 역사적으로도 증명해주고 있다.

### 이슬람학
이슬람학에서 하나님은 사용할 수 없다. 학문이 과학의 성립이라면 학문을 여는 것이 형이상학과 형이하학이며, 이의 계통적인 한 분파를 연구하여야 한다.

### 무속학
자신의 부모와 조상에 대한 '효'사상이 핵심철학으로써 한국에서 다양한 접근으로 연구중에 있다.

## 참고 자료
- “종교학”. 한국 브리태니커 온라인. 2006년 2월 19일에 원본 문서에서 보존된 문서. 2008년 3월 21일에 확인함. "종교학". 한국 브리태니커 온라인.2016년 12월 23일에 확인함